# 富田長繁
富田 長繁(とだ ながしげ / とんだ ながしげ)、戦国時代から安土桃山時代にかけての武将。朝倉氏の家臣。名は「長秀」ともいわれるが、書状の上では「長繁」としか名乗っていない。

## 出自
長繁は元々は出雲国の出身で越前国に来て朝倉義景に仕えたという。しかし、父親は天文20年（1550年）に南条郡に所領を持っていた記録のある富田吉順であると推測されており、吉順は自らの祖父の代に崇禅寺より買い取った名田畠を所有していた。
よって、出雲国の出身（出雲源氏）であるという記述の真偽は不明であるが少なくとも長繁の代から越前に移り住んだのではなく、曽祖父の代からは既に越前に住んで所領を持っていた一族であることは確かである。また、姓は「とだ」あるいは「とんだ」と読む。

## 略歴

### 織田家転身
はじめ、越前の大名・朝倉氏に仕え、元亀元年（1570年）4月に織田信長の越前侵攻に対して1,000騎を率いて出陣したのが初出。だが、元亀3年（1572年）8月、近江国小谷城で織田軍と朝倉軍が睨み合っている最中、前波吉継に続いて毛屋猪介・戸田与次郎らと共に織田軍の陣に走り込み寝返った。同年11月3日に浅井氏の家臣浅井井規が虎御前山から宮部に到る道に築かれた築地を破壊しようと攻め寄せた際には、守将の木下秀吉の応援として駆けつけ、毛屋猪介などと共に功名を挙げた。
天正元年（1573年）8月に朝倉氏が滅ぼされると、桂田長俊（前波吉継改め）が越前守護代、長繁は越前の府中領主にそれぞれ任ぜられ、以後は同地に住した。同年9月から10月にかけての第二次長島攻めに従軍して戦功を挙げた。しかし、織田家中における桂田との待遇の差に不満を持ち、また桂田も信長に「富田や与力の毛屋・増井の知行が過分である」「富田を府中に住まわせることは無益」などと訴えたため、両者の仲は険悪であり、やがて長繁は桂田の殺害を企てる。

### 越前の支配者に
同年12月14日、長繁は宝円寺に兵士の陣取り禁止を命じるなど軍事行動を起こす兆しを見せ、また越前国内で一揆を扇動するために策を廻し、桂田の悪政に不満を持つ人物達と密かに会談を持った。
天正2年（1574年）1月18日に長繁は桂田の過酷な圧政に苦しむ民を扇動して大規模な土一揆を引き起こした。19日には総勢3万3,000人にまで膨らんだ一揆勢を自ら大将として率い、南北から一乗谷に侵攻して長俊を殺し、翌20日には三万谷へ向けて逃げていた長俊の家族も捕縛し悉く殺害した。
勢いに乗じて北ノ庄で代官を務めていた木下祐久・津田元嘉・三沢秀次らの詰める旧朝倉土佐守館も襲撃したが、安居景健、朝倉景胤らの説得により攻撃を止め、3人の命は取らず追放処分とし、同館の守備を毛屋猪介に任せている。また、同じく朝倉家臣であった魚住景固を警戒し、1月24日に景固とその次男の彦四郎を朝食に招きその席で両名を斬殺、翌25日には魚住氏の居城・鳥羽野城に攻め込み魚住一族を滅ぼした。しかし、敵対していたわけでも遺恨があったわけでもなかった上、仁者として領民に慕われていた魚住景固を無理矢理に討ったことは民衆の反発を招き、また他の旧朝倉家臣の将は警戒して面会にすら訪れなくなり、孤立し始める。

### 一揆との抗争
織田家の支配力が及ばなくなった越前を一時的に支配下に収めた長繁は1月29日に領内に3箇条の禁制を掲げ支配権確立を試み、国中屋銭賦課の禁止や土民直訴の容認などを織り込んだ政策で民の支持を得ようとしたが、長繁が織田信長の前で償って越前守護と認める旨の朱印を発行してもらい、代わりに岐阜に弟を人質に差し出そうとしているという風聞が立ち、この事で一揆衆は長繁と手を切り、自らの大将に加賀国から一向宗の七里頼周を呼び担ぎ上げた。こうして富田長繁率いる土一揆は七里頼周率いる一向一揆に進展していった。
一揆勢約14万は長繁を討たんと越前の至る所で決起し、2月13日には旧朝倉土佐守館の毛屋猪介、片山館の増井甚内助らが殺害され、翌2月14日には府中の長繁も一揆勢に包囲され始めた。その内訳は府中の南からは一揆勢2万が今庄湯尾峠に陣取り、西方から駆けつけた一揆3万5,000は鯖江に布陣。北からは一揆5万が浅水から北之庄城にかけて集まり、また東より集まった一揆3万3,000は既に先鋒が日野川を挟んで府中のすぐ東に位置する帆山河原にまで進出してきていた。
窮地に立たされた長繁は「このまま一揆をのさばらせるのは無念である」と号令して突撃を命令。2月16日早朝に最も府中に近い位置に布陣していた帆山河原の一揆勢2万を日野川を渡河し強襲した。長繁の軍勢は700人余りであったが決死の覚悟のため士気は高く、帆山河原の一揆勢を打ち破った挙句潰走する敵を2、3里に渡って執拗に追撃し、2,000～3,000人余りの首を得て府中へと戻った。
この戦勝をもってにわかに勢いを盛り返した長繁は、即日中に「永代3,000石」の恩賞を約束して、府中の町衆や本願寺と対立する真宗三門徒派の合わせて6,500人以上を懐柔して味方に加えて動員を確保した。そして2月17日に長繁は北之庄城の奪取を目指し府中より出陣し、北上して鯖江を抜き一気に浅水まで進出した。これに対し七里頼周は門徒を南下させ両軍は浅水付近で激突する。増員してもなお富田軍は圧倒的に数で劣っていたが、経験に勝る富田軍が攻め立て、一揆勢の先鋒を崩壊させると、烏合の衆である一揆勢は逃走を始め、一揆は混乱のうちに四散し富田軍は勝利を収めた。

### 最期
奇跡的な勝利を収めた長繁ではあったが休むこと無く一旦南に引き返し、17日夕刻にこれまで合戦を傍観して兵を進めなかった安居景健、朝倉景胤の寄る長泉寺山の砦にも勢いのままに襲い掛かった。その時の長繁の様子は「葉武者には目もくれず、まっしぐらに景健の本陣目掛けて切りかかった」とされる。しかし富田軍の疲労は色濃く、砦の守将である荒木兄弟を討ち果たすなど一定の戦果は挙げたものの攻めきれず、夜には一度は兵を引いた。翌2月18日早朝には再度突撃を下知したが、無理な戦を仕掛ける長繁に不満を抱く者が出始め、合戦の最中に味方の小林吉隆に裏切られ、背後から鉄砲で射殺され首を取られた。享年24。その首は2月19日に一揆軍の司令官の一人である杉浦玄任の陣に届き、竜沢寺で首実検が行われた。
戦国武将、治世者としては非常に攻撃的で、「越前の狂犬」などと揶揄されることもある。
福井県鯖江市の歯塚大権現に長繁の子孫が建てた供養塔が残る。

## 人物・逸話
- 長繁は武勇に優れ、「樊噲が勇にも過たり」と前漢の猛将になぞらえて評された。一方で「武を隠して人心を捉えるべきであった」と人々の意見を聞き入れない領内統治の拙さについても言及されている[8]。
- 越前に反乱が起こっても信長が対応出来ない事をある程度見越して桂田や魚住を殺したが、その後は弟を信長に差し出して越前守護としての支配権を得ようとしているという噂が立つなど、一揆勢の意にそぐわない存在となりつつあり、これが対立の一因となった。

## 富田長繁を題材にした作品
- くるい咲き 越前狂乱（大塚卓嗣、光文社、2018年）
- 高くとんだ（『戦国武将伝 東日本編』収録、今村翔吾、PHP研究所、2023年）